# 安德烈·米哈伊洛维奇·亚历山德罗夫
安德烈·米哈伊洛维奇·亚历山德罗夫-阿根托夫（俄語：Андрей Михайлович Александров-Агентов，1918年6月3日—1993年4月13日），苏联的政治家、外交官，曾先后担任列昂尼德·伊里奇·勃列日涅夫、尤里·弗拉基米罗维奇·安德罗波夫、康斯坦丁·乌斯季诺维奇·契尔年科、米哈伊尔·谢尔盖耶维奇·戈尔巴乔夫的助理秘书。他的姓氏为亚历山德罗夫-阿根托夫，是结合他的父母双方的姓氏。不过他在对外时一般只用第一个姓氏，完整姓氏仅出现于官方文件。